# Olivia Culpo
Olivia Culpo (Cranston, 8 maggio 1992) è una modella statunitense incoronata Miss USA 2012 in rappresentanza dello stato di Rhode Island e Miss Universo 2012. In precedenza aveva vinto il concorso Miss Rhode Island USA, il primo concorso di bellezza a cui aveva partecipato.

## Biografia
Olivia Culpo, di famiglia originaria di Selva di Trissino, è cresciuta a Cranston, nello stato di Rhode Island, come una delle cinque figlie di Peter e Susan Culpo, entrambi musicisti. Diplomata presso la St. Mary Academy Bay View nel 2010, ha seguito le orme dei genitori come musicisti e ha imparato a suonare il violoncello. Ha quindi fatto parte di varie orchestre come Rhode Island Philharmonic Youth Orchestra, RI Philharmonic Chamber Ensemble, Bay View Orchestra, Rhode Island All-State Orchestra e Boston Youth e in Inghilterra.
Il 18 settembre 2011 ha preso parte e ha vinto il concorso di bellezza Miss Rhode Island USA 2012, che le ha dato la possibilità di accedere di diritto al concorso nazionale Miss USA in rappresentanza dello stato di Rhode Island. Miss USA 2012 si è svolto il 3 giugno 2012 e ha visto la Culpo ottenere la vittoria finale ed essere incoronata dalla detentrice del titolo uscente, Alyssa Campanella. Olivia Culpo ha rappresentato gli Stati Uniti d'America a Miss Universo 2012, concorso da lei vinto e dove è stata incoronata Miss Universo 2012. Nel 2013 ha condotto la serata Best Music 2012 ed è anche ospite del programma Fox and Friends.

## Filmografia

### Cinema
- Tutte contro lui - The Other Woman (The Other Woman), regia di Nick Cassavetes (2014)
- American Satan, regia di Ash Avildsen (2017)
- Come ti divento bella! (I Feel Pretty), regia di Abby Kohn e Marc Silverstein (2018)
- Reprisal, regia di Brian A. Miller (2018)
- The Swing of Things, regia di Matt Shapira (2020)

### Videoclip
- Jealous - Nick Jonas (2014)
- Amor - Emin (2014)

## Vita privata
Dal 2019 Culpo ha iniziato una relazione con Christian McCaffrey, running back per i San Francisco 49ers nella National Football League, e il 7 aprile 2023 hanno annunciato il loro fidanzamento. Il 29 giugno 2024 si sono sposati e aspettano il loro primo figlio.